# HMS Pickle (1803)

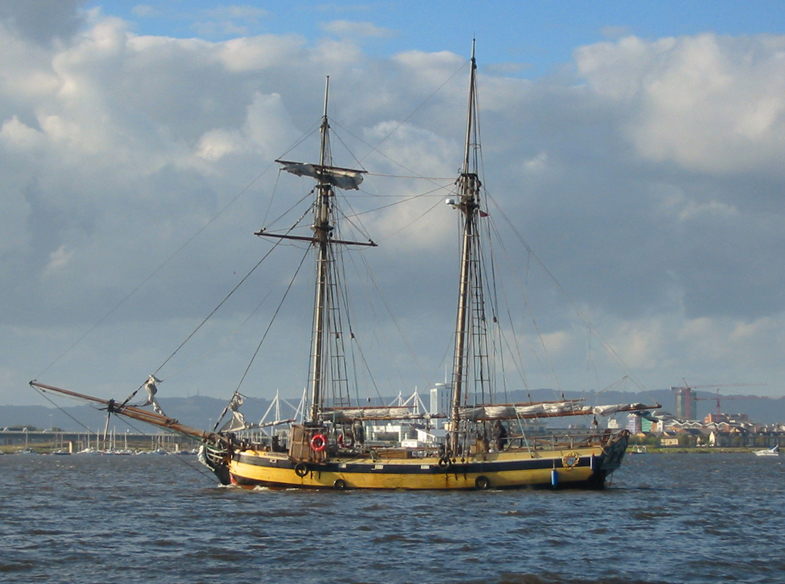
De replica van HMS Pickle, gebouwd in 1995.

HMS Pickle was een schoener in dienst van de Royal Navy ten tijde van de Slag bij Trafalgar (1805). Het schip werd in 1800 gebouwd in Bermuda onder de naam Sting. Het werd gehuurd, maar daarna in strijd met orders uit Engeland in 1800 gekocht door Lord Hugh Seymour, de opperbevelhebber van de Engelse kolonie Jamaica, om als tender te worden gebruikt in de haven aldaar. Geconfronteerd met een voldongen feit, lijfde de Admiralty het schip in 1801 in, en veranderde de naam in Pickle. Hoewel de schoener niet actief deelnaam aan de slag bij Trafalgar, speelde HMS Pickle een belangrijke rol doordat het als eerste schip Engeland bereikte met het nieuws over de door Engeland gewonnen zeeslag.
Het schip had een laadvermogen van 127 ton, een lengte van 22,25 meter en een breedte van 6,10 meter. Het had een 40-koppige bemanning, en een bewapening van acht 12-ponder carronades.

## Geschiedenis
Voordat het schip in dienst van de Royal Navy kwam had het al een krijgsgeschiedenis. Er werd al een aantal keren slag geleverd met andere schepen. 
In 1803 werd het schip toegevoegd aan het Inshore Squadron onder commando van Admiraal Cornwallis. Het werd gebruikt voor verkenning op korte afstand van de vijandelijke havens Brest, Rochefort en Lorient. Er werd een kustvaarder veroverd en waardevolle informatie verzameld over het aantal vijandelijke schepen in Lorient.
Op 25 maart 1804 werd de HMS Pickle, die sinds 1802 onder bevel stond van luitenant-ter-zee John Lapenotière, opgeroepen om de 650-koppige bemanning van de ter hoogte van de Black Rocks op een ondiepte gelopen Magnificent te redden.
Op 9 oktober 1805 voer de HMS Pickle samen met de HMS Weazle uit om kapitein Henry Blackwood te assisteren om de kust van Cádiz te verkennen en ondertussen cruciale informatie te verzamelen over de bewegingen van vijandige schepen. De HMS Pickle voer dicht genoeg langs de kust en kon zo de 33 vijandige linieschepen opmerken in de haven van Cádiz. Deze informatie moest zo vlug mogelijk worden overgebracht aan viceadmiraal Lord Nelson.
Tijdens de Slag van Trafalgar zelf, op 21 oktober 1805, bleef de HMS Pickle in het heetst van de strijd buiten schot, omdat het schip zich aan de noordwestelijke rand aan de loefzijde bevond. Dit was een strategische plaats aangezien de HMS Pickle een van de kleinere schepen van de divisie was. Tegen het eind van de slag werd het schip samen met drie andere schepen ingezet om de bemanning van het opgeblazen Franse schip Achille te redden. Ook de vrouw van een bemanningslid, die zich aan een riem had vastgeklampt, werd gered.
Na de Britse overwinning werd de HMS Pickle uitgekozen om de boodschap van de overwinning en de dood van Nelson naar Londen over te brengen. Het schip verliet de vloot op 26 oktober 1805 en bereikte Engeland na negen dagen, na ver uit koers geslagen te zijn door een zware storm ter hoogte van Kaap Finisterre. Tijdens die storm moesten vier carronades overboord gegooid worden om het schip lichter te maken.
Op 4 november 1805 om kwart voor tien werd in de baai van Falmouth geankerd. Diezelfde middag is Lapenotière met de koets naar Londen vertrokken om het goede nieuws van de overwinning aan de admiraliteit te melden. Om een uur in de middag kwam hij daar aan, na 19 keer paarden te hebben gewisseld. De eerste secretaris van de admiraliteit moest worden gewekt en twee uur later werd premier William Pitt ingelicht. Koning George III hoorde het nieuws weer vier uur later. Lapenotière werd voor zijn inzet bevorderd tot kapitein-luitenant-ter-zee. Hij kreeg later een ander commando.
Op 26 juli 1808 liep het schip onder commando van Lieutenant Daniel Callaway aan de grond bij Chipiona, onderweg naar de haven van Cádiz. Het schip ging daarbij verloren.